# 98.3 superfly
Superfly.fm (auch Radio Superfly – Your Soul Radio) ist ein musikorientierter privater Hörfunksender aus Wien. Er sendet seit dem 29. Februar 2008.

## Geschichte
Radio Superfly startete seinen regulären Sendebetrieb am 29. Februar 2008 um 20.15 Uhr auf der UKW-Frequenz 98,3 MHz (Donauturm), welche einige Tage zuvor bereits zu Testzwecken, jedoch nicht 24 Stunden bespielt wurde. In den ersten Wochen kam das Programm – für den österreichischen Radiomarkt eher ungewöhnlich – ohne Moderatoren aus. 
Der Sender ist am 21. Juni 2024 gemeinsam mit 27 weiteren Radiosendern in Österreich als Sender auf DAB+ gestartet, im MUX-III der ORS und damit in weiten Teilen Österreichs terrestrisch zu empfangen. Der Sendestart erfolgte durch den österreichischen Bundespräsidenten Alexander Van der Bellen. Die Lizenzdauer beträgt – wie bei privaten Radiosendern generell 10 Jahre. ⁹Auf der Homepage steht ein Livestream zur Verfügung, der Radio Superfly weltweit über das Internet kostenlos empfangen lässt.

## Musikformat
Inhaltlich orientiert sich das Programm an Erfahrungswerten des Chef-Duos. Sowohl Kamp als auch Tronigger sind erfahren im Club- und Eventbereich und haben ein unabhängiges Platten-Label aufgebaut. Die Musikausrichtung deckt die Bereiche Black Music und Soul inklusive der diversen Subgenres (insbesondere Funk, Jazz, Hip-Hop, House, Dance, Electro und Drum and Bass) ab. Anstelle des automatisierten Musikabspielens werden DJs eingesetzt. Der Radiosender startete seine eigene Morgenshow namens „Superfly Morning“ von 6.00–9.00 Uhr. Das Format „Day Times“ bringt zudem von Montag bis Freitag zwischen 9.00 und 22.00 Uhr aktuelles aus Kultur, Kunst und Lifestyle.

## Rechtliche Schwierigkeiten
Gegen den Sender ist beim Verfassungsgerichtshof eine Beschwerde ehemaliger Mitbewerber um die Frequenz 98,3 MHz anhängig. Eine aufschiebende Wirkung hatte dieser Einspruch der Projektgesellschaft Inforadio Wien sowie von Hit FM (Österreich) allerdings nicht. „98,3 superfly“ hatte den Zuschlag – damals noch unter dem Namen „Sunshine Radio“ – für die letzte Wiener Privatradiofrequenz erst nach jahrelangem Tauziehen und Berufungsverfahren vor dem Bundeskommunikationssenat (BKS) bekommen.
Ursprünglich sollte der Radiosender „Sunshine Radio“ heißen. Aufgrund der Beschwerde von Namensvetter Sunshine live aus Mannheim, welcher sich den Namen europaweit schützen ließ, wurde schließlich eine andere Bezeichnung für den Sender gefunden. Der neue Name ist eine Hommage an den US-amerikanischen Soul-Musiker Curtis Mayfield und einen seiner größten Hits: Mit „Superfly“ veröffentlichte der Künstler im Jahr 1972 einen der einflussreichsten Blaxploitation-Soundtracks.

## Sonstiges
Superfly.fm gehört zur Superfly Radio GmbH, einer hundertprozentigen Tochter der von Senderchef Matthias Kamp und Heinz Tronigger betriebenen Sunshine Enterprises. Das Unternehmen ist bisher als Clubveranstalter der Babenberger Passage in Wien, mit dem Musiklabel (Sunshine Records) und in der Gastronomie aktiv.